# Англосаксы (клише)
Англоса́ксы — нередкое обозначение англичан и жителей США английского происхождения, идеологическое клише.
С конца 2010-х годов в российской пропаганде активно употребляется уничижительно для англичан, жителей Великобритании, англоамериканцев, англоавстралийцев, англоканадцев и других людей, разговаривающих на английском языке. Клише использовал президент России Владимир Путин и другие российские высокопоставленные лица.

## История
В память о предках так нередко обозначают англичан и жителей США английского происхождения.
В викторианскую эпоху в Британии и США популяризовался англосаксонизм — рассуждения об «англосаксонском национальном характере», выделение «англосаксонской расы», идеология её превосходства.

## В России
Этнофолизм «англосаксы» употреблялся российскими официальными лицами и провластными СМИ ещё до начала вторжения России на Украину.
Так, ранее делались высказывания на «Первом канале», согласно которым президенту США Дональду Трампу очень сложно управлять государством из-за фактического руководства страной «англосаксами», которые также хотят контролировать Россию. Телеведущий Дмитрий Киселёв также называл отравление Скрипалей и бомбардировки Сирии большой «англосаксонской» провокацией.
В ноябре 2021 года пресс-секретарь президента РФ Дмитрий Песков, комментируя публикации в американской прессе о том, что Россия готовит вторжение на Украину, говорил, что «англосаксонские СМИ» «нагнетают истерику». 31 января 2022 года Песков отметил: «Англосаксы, конечно, изрядно накачивают напряжённость на европейском континенте. Здесь нам, европейцам, есть о чём задуматься».
Когда США и Великобритания решили эвакуировать дипломатов из России, министр иностранных дел РФ Сергей Лавров сказал: «Мы уже, кстати, задумались сами: может быть, именно англосаксы что-нибудь готовят, если они эвакуируют своих сотрудников. Мы тоже посмотрели на их действия и, наверное, тоже посоветуем неосновному персоналу наших дипломатических учреждений на время уехать домой». После этого Лавров ещё раз повторил это слово, использовав словосочетание «англосаксонские коллеги» (вариант «наших западных партнёров»). В свою очередь, глава Роскосмоса Дмитрий Рогозин заявил, что «по нотам разыгранная истерия англосаксов» найдёт место в учебниках по «спецпропаганде и военным провокациям». Официальный представитель МИД РФ Мария Захарова назвала Джулиана Ассанжа «журналистом, затравленным всей мощью англосаксонской репрессивной машины», а ещё в начале февраля 2022 года резко ответила на вопрос о размещённых войсках России у украинских границ: «Не вам сейчас, представляя англосаксонский мир, считать, сколько у нас армия, где находятся вооружённые силы и куда они перемещаются».
17 мая 2022 Песков заявил, что «англосаксонские СМИ» лидируют в «рейтинге стран, ведущих информационные войны».
По мнению некоторых журналистов, «англосаксы» могут быть эвфемизмом для обозначения «врагов» и «недоброжелателей», «злых», «воинственных» и «морально разложившихся» жителей Запада. Тогда синонимами являются слова «англосионисты», «глобалисты» и «теневые правители». Итерация термина с ещё большим акцентом на предполагаемые высокомерие, грубость и дерзость граждан стран Запада — «наглосаксы».
Слово «англосаксы» стало часто употребляться на российском телевидении после начала полномасштабного вторжения, подписания ленд-лиза и начала поставок оружия на Украину. Англосаксы представляются как главный враг России, который держит Украину в своих руках («киевскую хунту»), а Россия спасает украинцев от власти англосаксов. Англосаксы представляются как имперские нацисты, которые дают команды украинским экстремистам («бандеровцам») и настраивают Украину против России. Термин «англосаксы» часто употребляется для Великобритании и США, поскольку они воспринимаются как «особенно стойкие противники России», но иногда и всех англоязычных и даже всего западного мира и его союзников. Есть мнение, что в слово «англосаксы» российские политики вкладывают смысл «враги России».
Депутат Олег Матвейчев, рассказывая о смысле нападения на Украину, сказал: «Англосаксы хотели приставить пистолет к виску», а депутат Андрей Гурулёв заявил, что «англосаксы» хотят провести дегазификацию Европы. Зампред Совбеза РФ Дмитрий Медведев написал о якобы попытках Запада развалить Россию, охарактеризовав это как «грязные мечты англосаксонских первертов». В провластной газете «Завтра» появилась подборка стихов об «англосаксах». Слово прочно вошло в российский словарь 2022 года.

### Оценки
Артём Ефимов из «Медузы» считает, что употребление термина «англосаксы» может иметь определённое влияние на общественность внутри России, и что он может быть некой попыткой по объединению России и Европы и противопоставлению их США. Стефано Каприо из AsiaNews отмечает, что, хотя использование данного выражения выходит за рамки типичного соперничества в рамках холодной войны с США или «американцами», оно подчёркивает тенденцию России оправдывать вторжение историко-культурным переосмыслением, которое уходит в далёкое прошлое.
Ксения Туркова из «Голоса Америки» отмечает, что значение клише «англосаксы» менялось по мере развития событий: если в самом начале в него вкладывали противопоставление Европы и «англосаксов», намекали на неявную сплочённость Запада, пытались представить Россию как часть Европы, то в его содержании впоследствии усмотрелась попытка обозначить самых коварных врагов. Профессор Университета Эмори Михаил Эпштейн утверждает: «Россия пытается Западную Европу, Восточную Европу как бы перетянуть на свою сторону и противопоставить её Атлантическому миру <…> — „англосаксонскому блоку“. Понятна совершенно политическая безнадёжность этой попытки, но такая идеологема есть, поэтому англосаксы как представители вот этого самого чуждого и враждебного компонента Запада составляют остриё главного удара».
В 2019 году «Международное общество англосаксонистов» проголосовало за изменение своего названия на «Международное общество по изучению раннесредневековой Англии» для того, чтобы избавиться от неоднозначности термина «англосаксы». В 2020-х годах в Кембриджском университете было рекомендовано своим студентам воздержаться от использования термина «англосаксы», поскольку, как считают его учёные, такой отдельной этнической группы не существовало; эта мера вуза направлена на борьбу с расизмом.

### Реакция властей США
Посол США в России Линн Трейси публично выступила против использования этого клише, назвав его «очень странным». Она заявила, что «это совершенно не отражает суть США, которые являются многонациональной страной, где живут люди со всего мира».